# 창동로
창동로(Changdong-ro)는 경기도 포천시 창수면오가교차로에서 강원특별자치도 철원군 동송읍고석정삼거리를 잇는 도로이다.

## 주요 경유지
경기도
- 포천시 (창수면 - 관인면)

강원특별자치도
- 철원군 동송읍

## 노선 경로
| 이름         | 접속 노선                                         | 경유지 | 경유지                         | 비고 |
| ------------ | ------------------------------------------------- | ------ | ------------------------------ | ---- |
| 오가삼거리   | 지방도 제372호선 (전영로)                         | 포천시 | 창수면                         |      |
| 영로대교     |                                                   | 포천시 | 창수면                         |      |
|              | 관인면                                            | 포천시 |                                |      |
| 중리2 교차로 |                                                   | 포천시 |                                |      |
| 중리교       |                                                   | 포천시 |                                |      |
| 중리 교차로  | 국가지원지방도 제78호선 (지장산길)                | 포천시 | 국가지원지방도 제78호선과 중복 |      |
| 삼율리교     |                                                   | 포천시 | 국가지원지방도 제78호선과 중복 |      |
| 삼율 교차로  | 국가지원지방도 제78호선 (신교동로) 창동로1173번길 | 포천시 | 국가지원지방도 제78호선과 중복 |      |
| 초과사거리   | 지방도 제387호선 (북원로)                         | 포천시 |                                |      |
| 탄동교       |                                                   | 포천시 |                                |      |
| 봉우교       |                                                   | 포천시 |                                |      |
|              | 철원군                                            | 동송읍 |                                |      |
| 고석정삼거리 | 철원군                                            | 동송읍 | 지방도 제463호선 (태봉로)      |      |

## 주요건물및 시설
- 중리3리마을회관 (창동로 857/중리 519-19)
- 한진택배 관인영업소 (창동로 1841/탄동리 533-8)
- 관인우체국 (창동로 1844/탄동리 533-6)
- S-OIL 관인농협클린주유소 (창동로 1844-1/탄동리 532-1)
- 고석정 국민관광단지 (창동로 2386/장흥리 20-1)